# 郡上市立八幡中学校
郡上市立八幡中学校 （ぐじょうしりつ はちまんちゅうがっこう）は、岐阜県郡上市にある公立中学校。
校区は旧・郡上郡八幡町の一部であり、八幡小学校、川合小学校、口明方小学校の児童が進学する。

## 沿革
ここでは、八幡中学校に統合された中学校についても記述する。
- 1947年（昭和22年）
  - 4月1日 - 八幡町川合村組合立八幡川合中学校として開校。八幡小学校、川合小学校、岐阜県立八幡高等女学校の校舎の一部を仮校舎とする。
  - 5月3日 - 開校式。
  - 7月 - 郡上郡学校組合立郡上中学校に改称する。
- 1953年（昭和28年）
  - 4月1日 - 川合村が学校組合から離脱し、川合村立川合中学校が開校。学校組合は解散し、八幡町立郡上中学校に改称する。
  - 8月 - 八幡高等女学校の校舎を譲り受ける。生徒の一部はこの校舎に移動し授業を開始する。
- 1954年（昭和29年）7月1日 - 旧・八幡高等女学校校舎への移転が完了。同時に八幡町立八幡中学校に改称する。
- 1954年（昭和29年）12月15日 - 八幡町、川合村、口明方村、相生村、西和良村が合併し八幡町（2代）が発足。
- 1958年（昭和33年）4月1日 - 川合中学校を統合する。
- 1973年（昭和48年） - 新校舎（鉄筋コンクリート造）が完成。
- 1974年（昭和49年）4月1日 - 口明方中学校を統合する。新校舎での授業を開始。
- 2004年（平成16年）3月1日 - 八幡町、白鳥町、大和町、高鷲村、美並村、和良村、明宝村が合併し、郡上市が発足。同時に郡上市立八幡中学校に改称する。